# Amtsgericht Straßburg
Das Amtsgericht Straßburg war ein deutsches Amtsgericht mit Sitz in Straßburg in den Jahren 1879 bis 1918.

## Geschichte
Straßburg war Sitz eines französischen Friedensgerichts. Nach der Abtretung Elsass-Lothringens im Frieden von Frankfurt an das Deutsche Reich 1871 wurde die Gerichtsstruktur mit dem Gesetz, betreffend Abänderung der Gerichtsverfassung vom 14. Juli 1871 und der Ausführungsbestimmung hierzu vom gleichen Tag neu geregelt. Dabei wurden die Friedensgerichte beibehalten. Im Rahmen der Reichsjustizgesetze wurden 1879 die Friedensgerichte im Reichsland Elsass-Lothringen aufgehoben und Amtsgerichte gebildet. Das Amtsgericht Straßburg war dem Landgericht Straßburg nachgeordnet. Am Gericht bestanden 1880 fünf Richterstellen. Das Amtsgericht war damit das größte Amtsgericht im Landgerichtsbezirk. Es war auch Rheinschifffahrtsgericht. Der Gerichtsbezirk umfasste 1895 die Stadt Straßburg mit 78 Quadratkilometern und 123.500 Einwohnern.
Nach der Abtretung Elsass-Lothringens an Frankreich nach dem Ersten Weltkrieg wurde das Amtsgericht Straßburg als „Tribunal cantonal Strasbourg“ weitergeführt. Im Zweiten Weltkrieg wurde 1940 von der deutschen Besatzungsmacht die vorgefundene Gerichtsstruktur unter Verwendung deutscher Ortsnamen und Behördenbezeichnungen, hier also wieder als Amtsgericht Straßburg, fortgeführt. Heute besteht das Tribunal d’instance de Strasbourg als Eingangsgericht.